# Unternehmen Trappenjagd
Unternehmen Trappenjagd (8. bis 19. Mai 1942) war der Deckname für ein deutsch-rumänisches militärisches Unternehmen zur Eroberung der Halbinsel Kertsch an der Ostseite der Krim während des Zweiten Weltkrieges.

## Ausgangslage

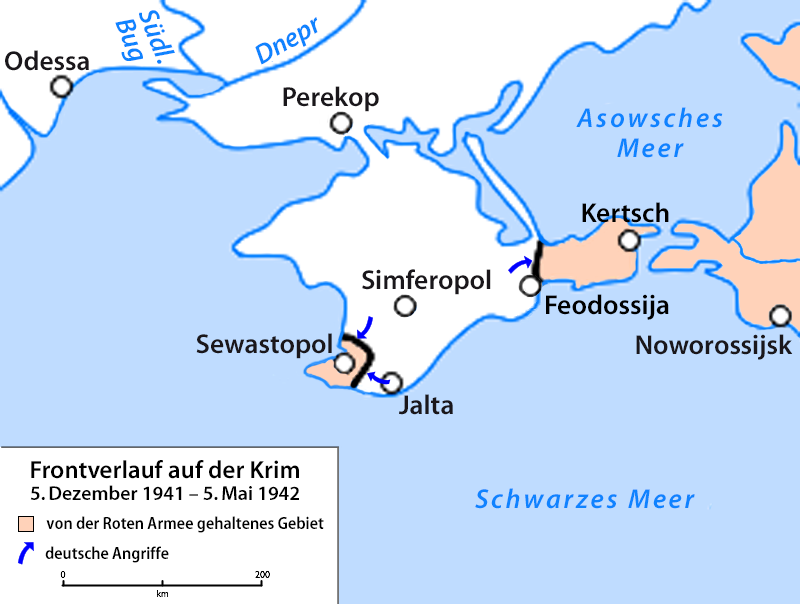
Frontlinie auf der Krim Anfang Mai 1942

Die deutsche Wehrmacht war nach der Eroberung der Halbinsel Krim mit mehrfachen Landungsunternehmen durch sowjetische Truppen im Winter 1941/42 zurückgeschlagen worden (Kertsch-Feodossijaer Operation). Die Landungen erfolgten dabei in Eupatoria, zu beiden Seiten der Stadt Kertsch und bei Feodossija. Deutschen Verbänden, die aus der Sewastopol-Front herausgelöst worden waren, gelang es, sowohl Eupatoria im Westen als auch Feodossija im Osten der Krim zurückzuerobern und die sowjetischen Truppen in die Parpatsch-Stellung zurückzudrängen. Mehrere Angriffe aus dieser Stellung wurden im Laufe des Winters zurückgeschlagen.
Für die geplante Sommeroffensive (Fall Blau) der Wehrmacht war es wichtig, dass eine mögliche Flankenbedrohung von der Krim beseitigt wurde. Aus diesem Grund sollte erst die Halbinsel Kertsch zurückerobert und danach die Festung Sewastopol eingenommen werden.

## Beteiligte Verbände

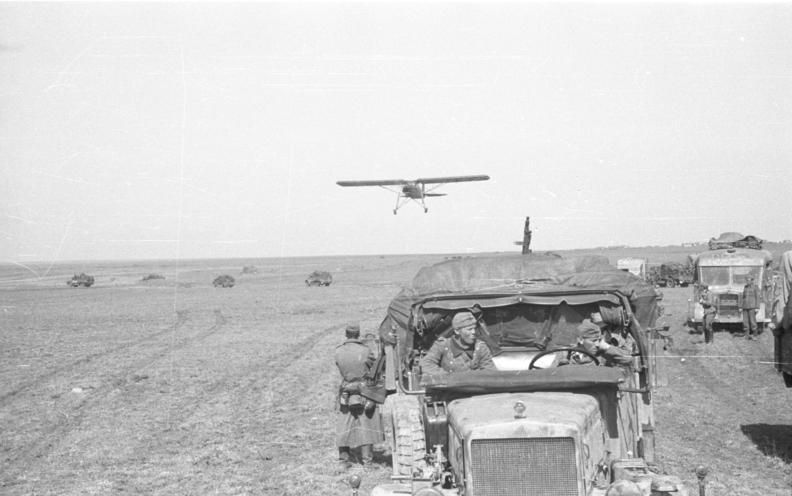
„Aufmarsch zum Angriff auf die Halbinsel Kertsch“ (damalige Bildunterschrift)

Insgesamt bestanden die sowjetischen Verbände aus 26 Großverbänden der 44. (Gen. Lt. Stepan I. Tschernjak), 47. (Gen. Major K. S. Kolganow) und 51. Armee (Gen. Lt. W. N. Lwow) der Krimfront unter dem Oberbefehl von Generalleutnant D. T. Koslow mit 17 Infanterie-Divisionen, drei Infanteriebrigaden, zwei Kavalleriedivisionen und vier Panzerbrigaden.
Die 3:1 unterlegenen deutsch-rumänischen Truppen der 11. Armee unter dem Oberbefehl von Generaloberst von Manstein waren aufgeteilt in drei Korps.
Das XXX. Korps (General der Artillerie Maximilian Fretter-Pico) bestand aus drei Infanterie-Divisionen (28. leichte Division, 132. und 50. Infanterie-Division). Für den Angriff wurde dem Korps zusätzlich die neuaufgestellte 22. Panzer-Division angegliedert.
Das XXXXII. Korps (General der Infanterie Franz Mattenklott) befehligte die 170. und 46. Infanterie-Division.
Ergänzt wurde der Angriffsverband durch das rumänische VII. Korps (Gen. Lt. Florea Mitrănescu) mit der rumänischen 19. und 10. Infanteriedivision sowie der rumänischen 8. Kavalleriebrigade.
Unterstützung erfolgte durch das VIII. Fliegerkorps unter Generaloberst von Richthofen, verstärkt durch weitere Kräfte der Luftflotte 4, so dass insgesamt etwa 460 Maschinen zur Verfügung standen, aufgeteilt in elf Kampf-, drei Stuka-, zwei Schlachtflieger- und fünf Jagdgruppen.

## Die Schlacht
Eine großräumige Umfassungsaktion war aufgrund der schmalen Landenge bei Parpatsch (18 km) nicht möglich. Trotzdem wollte Manstein die sowjetischen Truppen nicht nur zurückdrängen, sondern auf der Halbinsel Kertsch vernichten.

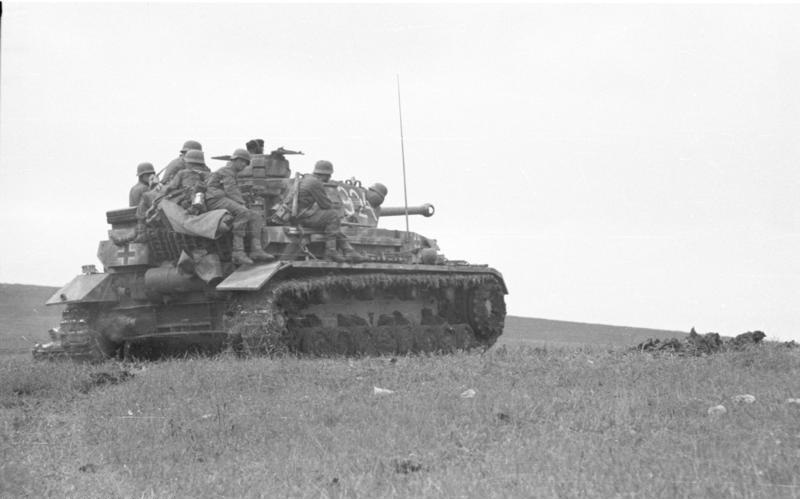
„Im Kampf um die Halbinsel Kertsch“ (damalige Bildunterschrift)

Der Plan sah vor, dass nach dem Durchbruch im Süden die Truppen im nördlichen Abschnitt eingekesselt werden sollten. Parallel dazu sollte ein schneller Vorstoß in Richtung des Ortes Kertsch geführt werden, durch den der Rückzug der sowjetischen Truppen und der Aufbau einer neuen Verteidigungslinie unterbunden werden sollte.
Den Deutschen kamen dabei eklatante Fehler der sowjetischen Militärführung entgegen. So hatten sie den Großteil ihrer Truppen im nördlichen Frontvorsprung Kiet-Korpetsch konzentriert.
Die sowjetischen Truppen rechneten auf Grund ihrer zahlenmäßigen Überlegenheit nicht mit einem Angriff der Deutschen. Deshalb unterließen sie den Ausbau tiefgestaffelter Verteidigungsanlagen und Auffanglinien, zudem waren ihre Kommandostellen und Artilleriestellungen schlecht getarnt.
Der südliche Abschnitt der 44. Armee war noch weniger auf den Angriff vorbereitet, weil man dort glaubte, der sumpfige Küstenstreifen würde alle Angriffe unmöglich machen.
Der deutsche Überraschungsangriff begann am 8. Mai 1942 um 4:15 Uhr. Nach 3 ½ Stunden gelang der Durchbruch durch die zweite Verteidigungslinie, einen Panzergraben. Verstärkt wurde der Überraschungseffekt durch das Anlanden eines Bataillons des Infanterieregiments 436 (132. Infanterie-Division) mit zusammenfaltbaren Sturmbooten hinter der zweiten Verteidigungslinie.
Gezieltes Artilleriefeuer und die Einsätze des VIII. Fliegerkorps gegen die Kommandostruktur der Krimfront führten schnell zu einer Lähmung der sowjetischen Truppen.
Nach dem Überwinden des Panzergrabens wurde die 22. Panzer-Division nach vorn gezogen. Das Ziel war, zum Asowschen Meer vorzustoßen und die Einschließung der 51. Armee zu vollenden. Des Weiteren wurde eine motorisierte Vorausabteilung des Korps (Oberst Groddeck) nach Osten geschickt. Sie sollte die Verbindung mit dem Infanterieregiment 436 herstellen, feindliche Kommunikationsverbindungen zerstören, den Aufbau einer neuen feindlichen Verteidigungslinie hinter dem Tatarengraben verhindern und die durch eine Umfassung der sowjetischen 51. Armee entstehende Ostflanke sichern.
Nicht die sowjetische Gegenwehr stoppte vorerst die deutschen Truppen, sondern ein starkes Gewitter, das dazu führte, dass beide motorisierten Einheiten (22. Panzer-Division und Brigade Groddeck) komplett stecken blieben.
Am 11. Mai 1942 erreichte die 22. Panzer-Division die Küste, damit waren große Teile der sowjetischen 51. Armee eingeschlossen. Die schnell von Westen nachrückenden Korps (XXXXII. und VII. rum.) beseitigten den Kessel und verfolgten aus dem Kessel entkommene Truppenteile an der Nordküste und im Mittelabschnitt.
Damit trieben alle drei Korps der 11. Armee die sowjetischen Truppen vor sich her. Erst in Kertsch konnten die sowjetischen Verbände eine Verteidigung aufbauen und setzten sich zäh zur Wehr, denn sie wollten so viele Einheiten wie möglich über die Straße von Kertsch evakuieren. Kertsch wurde gleichzeitig von Süden und Norden angegriffen, Hauptziel war die Einnahme des Hafens, was am 14. Mai 1942 dem Infanterieregiment 213 der 170. Infanterie-Division gelang.
Die Kämpfe um die Eroberung von Kertsch dauerten noch bis zum 20. Mai 1942. Einige sowjetische Einheiten verschanzten sich noch wochenlang, zudem waren große Teile der Stadt bergwerksartig unterhöhlt und bildeten ein unterirdisches Labyrinth von Widerstandsnestern (siehe Belagerung der Steinbrüche von Adschimuschkai).

## Ergebnis

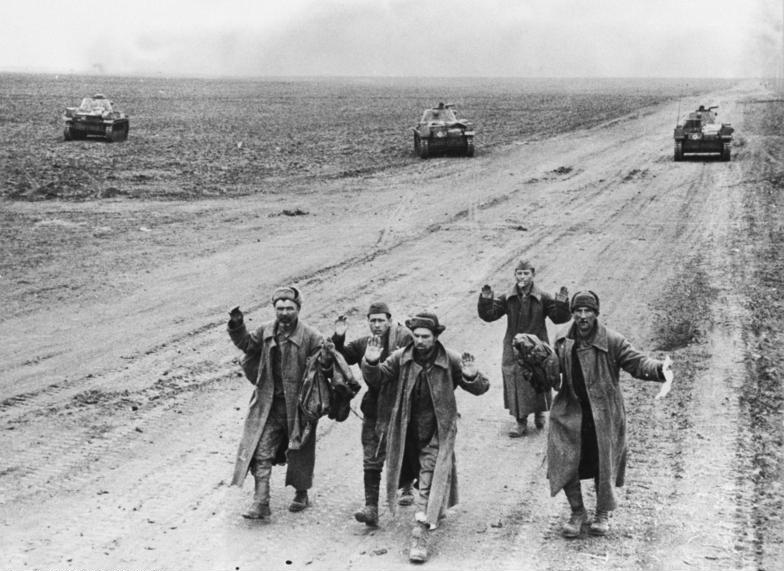
Halbinsel Kertsch, sowjetische Soldaten ergeben sich

Die Verluste der deutschen Truppen beliefen sich auf 3397 Soldaten (davon 600 Gefallene), 8 Panzer, 3 Sturmgeschütze und 9 Geschütze.
Drei sowjetische Armeen (44., 47. und 51.) mit 21 Divisionen waren zerschlagen. Die sowjetischen Verluste beliefen sich auf etwa 28.000 Gefallene, 170.000 Gefangene, 1133 zerstörte Geschütze, 258 zerstörte Panzer und 417 zerstörte Flugzeuge.
Nur etwa 37.000 Soldaten konnten sich unter schweren deutschen Luft- und Artillerieangriffen auf die Taman-Halbinsel jenseits der Straße von Kertsch retten.
In knapp 14 Tagen hatte die 11. Armee die Bedrohung an ihrer Ostflanke beseitigt und einen dreifach überlegenen Gegner vernichtend geschlagen. Die Festung Sewastopol war auf sich allein gestellt.